# Ferdinand Pontén
Carl Anders Ferdinand Pontén, född 15 juli 1867 i Torpa församling, Kronobergs län, död 13 december 1905 i Göteborg, var en svensk jurist. 
Pontén blev student vid Uppsala universitet 1885, vid Lunds universitet 1886, avlade examen till rättegångsverken 1889 och blev vice häradshövding 1894. Han blev extra länsnotarie i Göteborgs och Bohus län 1894, var länsnotarie där 1899–1901 samt verksam som advokat i Göteborg och delägare i Göteborgs juridiska byrå Pontén & Wikström från 1901. Han invaldes som ledamot av Sveriges advokatsamfund 1901. Pontén är begravd på Torpa kyrkogård, Ljungby pastorat.